# Dickschwanz-Dreizehenzwergspringmaus
Die Dickschwanz-Dreizehenzwergspringmaus (Salpingotus crassicauda) ist eine Nagetierart aus der Gattung der Dreizehen-Zwergspringmäuse (Salpingotus). Sie kommt in Trockengebieten in Kasachstan, der Mongolei und dem Norden Chinas vor.

## Merkmale
Die Dickschwanz-Dreizehenzwergspringmaus erreicht eine Kopf-Rumpf-Länge von 4,1 bis 5,4 Zentimetern und besitzt einen Schwanz von 9,3 bis 10,5 Zentimetern Länge. Die Tiere werden 10 bis 14 Gramm schwer. Die Hinterfußlänge beträgt 20 bis 23 Millimeter, die Ohrlänge 6 bis 10 Millimeter. Das Rückenfell ist hell sandgelb gefärbt, die Bauchseite ist weiß. Der Schwanz ist im vorderen Viertel auffällig verdickt. Er ist mit kurzen Haaren wollig bedeckt, zum Schwanzende hin besitzt er längere Haare, die jedoch keine Quaste bilden. Die Füße sind klein und besitzen einen bürstenartigen Ballen nahe den Zehen.
| 1 | · | 0 | · | 1 | · | 3 | = 18 |
| 1 | · | 0 | · | 0 | · | 3 | = 18 |

Der Schädel hat eine Gesamtlänge von 23 bis 24 Millimetern und eine Breite im Bereich der Jochbeine von 11,6 Millimetern. Er ist kurz und zierlich gebaut. Der Jochbogen ist vollständig ausgebildet, er ist klein und im vorderen Bereich schmal und gebogen sowie im hinteren Bereich auffällig breit. Die Paukenblasen sind stark vergrößert. Wie alle Springmäuse besitzen die Tiere im Oberkiefer pro Hälfte einen zu einem Nagezahn ausgebildeten Schneidezahn (Incisivus), dem eine Zahnlücke (Diastema) folgt. Hierauf folgen ein Prämolar und drei Molare. Im Unterkiefer besitzen die Tiere dagegen keinen Prämolar. Insgesamt verfügen die Tiere damit über ein Gebiss aus 18 Zähnen.

## Verbreitung
Die Dickschwanz-Dreizehenzwergspringmaus kommt in Trockengebieten in Kasachstan, der Mongolei und dem Norden Chinas vor. In der Volksrepublik China ist sie im Norden von Xinjiang, dem Westen der Inneren Mongolei und dem Norden von Gansu nachgewiesen.

## Lebensweise
Über die Lebensweise und Ökologie der Dickschwanz-Dreizehenzwergspringmaus liegen nur begrenzt Daten vor. Sie lebt in trockenen und sandigen Regionen mit einer stabilen Vegetation. Die Art ernährt sich vor allem von Insekten ohne harte Chitin-Kutikula sowie von Samen und grünen Pflanzenteilen. Die Tiere leben in temporären und dauerhaften Bauen, die sich im Aufbau unterscheiden. Während die temporären Baue nur einfach sind, können die komplexeren regulären Baue Ganglängen von drei Metern erreichen, ihre Eingänge sind verschlossen. Die Fortpflanzungszeit liegt im Frühjahr, die Weibchen bekommen wahrscheinlich nur einen Wurf mit zwei bis drei Jungtieren.

## Systematik
Die Dickschwanz-Dreizehenzwergspringmaus wird als eigenständige Art innerhalb der Gattung der Dreizehen-Zwergspringmäuse (Salpingotus) eingeordnet, die aus sechs Arten besteht. Die wissenschaftliche Erstbeschreibung stammt von Boris Winogradow aus dem Jahr 1924, der die Art anhand von Individuen aus dem Norden von Xinjiang im Bereich der Altai-Gobi beschrieb. Die ursprünglich als Unterart betrachtete Population südlich des Balchaschsees und nördlich des Aralsees in Kasachstan wird heute als eigene Art Salpingotus pallidus betrachtet.

## Status, Bedrohung und Schutz
Die Dickschwanz-Dreizehenzwergspringmaus wird von der International Union for Conservation of Nature and Natural Resources (IUCN) aufgrund unzureichender Daten zur Verbreitung und den Beständen nicht in eine Gefährdungskategorie eingestuft (Data deficient). Über die tatsächliche Bestandsgröße liegen keine Daten vor.

## Belege
1. 1 2 3 4 5 6 7 8 9 10  Andrew T. Smith: Thick-Tailed Pygmy Jerboa. In: Andrew T. Smith, Yan Xie: A Guide to the Mammals of China. Princeton University Press, Princeton NJ 2008, ISBN 978-0-691-09984-2, S. 203.
2. ↑  Andrew T. Smith: Mongolian Five-Toad Jerboa. In: Andrew T. Smith, Yan Xie: A Guide to the Mammals of China. Princeton University Press, Princeton NJ 2008, ISBN 978-0-691-09984-2, S. 201–202.
3. 1 2 3  Salpingotus crassicauda in der Roten Liste gefährdeter Arten der IUCN 2014.3. Eingestellt von: N. Batsaikhan, K. Tsytsulina, 2008. Abgerufen am 13. August 2015.
4. 1 2  Salpingotus (Anguistodontus) crassicauda  (Seite nicht mehr abrufbar, festgestellt im April 2018. Suche in Webarchiven)  Info: Der Link wurde automatisch als defekt markiert. Bitte prüfe den Link gemäß Anleitung und entferne dann diesen Hinweis.. In: Don E. Wilson, DeeAnn M. Reeder (Hrsg.): Mammal Species of the World. A taxonomic and geographic Reference. 2 Bände. 3. Auflage. Johns Hopkins University Press, Baltimore MD 2005, ISBN 0-8018-8221-4.